# Britta Elm
Britta Elm (* 21. September 1967 in Frankfurt am Main) ist eine deutsche Moderatorin im Fernsehen und bei Veranstaltungen. Sie ist Pressesprecherin der Berliner Senatsverwaltung für Mobilität, Verkehr, Klimaschutz und Umwelt.

## Leben
Britta Elm wuchs in Frankfurt/Main auf. Nach dem Abitur 1986 begann sie an der Freien Universität Berlin ein Studium der Diplompolitologie.
Bei der Regionalausgabe der BILD-Zeitung Berlin absolvierte sie 1987 ein Praktikum und arbeitete dort anschließend in der Sparte Unterhaltung. An der Journalistenschule Axel Springer erhielt sie 1989 ein Volontariat. Anschließend wurde Elm Redakteurin bei BILD, B.Z. und Berliner Kurier. Zwischen 1992 und 1996 war sie auch Radiomoderatorin und Reporterin bei Radio Hundert,6. Bei SAT.1 arbeitete Britta Elm von 1996 bis 1997 als Redaktionsmitglied.
Mit ihrer Tätigkeit als Redakteurin und Moderatorin beim SFB begann ihre Laufbahn beim späteren rbb-Fernsehen. Mit Berliner Ring gestaltete sie 1997 ihre erste SFB-Sendung. Es folgten Moderationen bei der Berliner Abendschau, seit 2001 auch beim Wochenmarkt und Berlin life. Von November 2003 bis August 2014 war Britta Elm regelmäßige Moderatorin des rbb-Journals zibb – Zuhause in Berlin & Brandenburg. Hier präsentierte sie neben wechselnden Partnern (Angela Fritzsch, Harald Pignatelli, Uwe Madel, Raiko Thal) eine Mischung aus Unterhaltung, Verbraucherinformationen und Regionalnachrichten. Seit 2014 bis zur Einstellung der Sendung Ende 2021 moderierte sie das Nachrichten-Fernseh-Format rbb um sechs. 2002 hatte sie eine Nebenrolle in dem Tatort Filmriss als Reporterin.
Auch bei Live-Veranstaltungen ist Elm als Moderatorin auf der Bühne. Unter anderem bei dem Sommerfest des Bundespräsidenten, bei der AIDS-Gala im Theater des Westens und bei dem Tag der offenen Revue im Friedrichstadtpalast.
Von September 2022 bis Mai 2023 war sie Pressesprecherin der CDU-Fraktion im Berliner Abgeordnetenhaus (Eigenes LinkedIn-Profil). Seitdem ist sie Pressesprecherin der Berliner Senatsverwaltung für Mobilität, Verkehr, Klimaschutz und Umwelt.
Mit dem Berliner Koch Matthias Buchholz hat Britta Elm eine Tochter. Sie leben in Berlin.